# Diefenbach (bei Wittlich)
Diefenbach ist eine Ortsgemeinde im Landkreis Bernkastel-Wittlich in Rheinland-Pfalz. Sie gehört der Verbandsgemeinde Traben-Trarbach an.

## Geographie
Die Gemeinde liegt am Rande der Eifel am Demichbach in einem Seitental der Alf. 63 Prozent der Gemarkungsfläche sind bewaldet. Nächstgelegenes Mittelzentrum ist Wittlich im Süden.

## Geschichte
Ab 1794 stand Diefenbach unter französischer Herrschaft, 1815 wurde der Ort auf dem Wiener Kongress dem Königreich Preußen zugesprochen.
Seit 1946 ist er Teil des damals neu gebildeten Landes Rheinland-Pfalz.
Bevölkerungsentwicklung
Die Entwicklung der Einwohnerzahl von Diefenbach, die Werte von 1871 bis 1987 beruhen auf Volkszählungen:
| Jahr | Einwohner |
| 1815 | 35        |
| 1835 | 36        |
| 1871 | 30        |
| 1905 | 34        |
| 1939 | 46        |

| Jahr | Einwohner |
| 1950 | 43        |
| 1961 | 38        |
| 1970 | 34        |
| 1987 | 33        |
| 2005 | 70        |

## Politik

### Gemeinderat
Der Gemeinderat in Diefenbach besteht aus sechs Ratsmitgliedern, die bei der Kommunalwahl am 9. Juni 2024 in einer Mehrheitswahl gewählt wurden, und dem ehrenamtlichen Ortsbürgermeister als Vorsitzendem.

### Bürgermeister
Dieter Debald wurde am 2. Juni 2022 Ortsbürgermeister von Diefenbach. Da für eine am 26. Juni 2022 angesetzte Direktwahl kein Wahlvorschlag eingereicht wurde, oblag die Wahl eines Bürgermeisters gemäß rheinland-pfälzischer Gemeindeordnung dem Rat, der sich für Debald entschied. Bei der Direktwahl am 9. Juni 2024 erreichte der als einziger Bewerber angetretene bisherige Ortsbürgermeister mit 44,1 % nicht die erforderliche Mehrheit. Da für eine deshalb für den 8. September angesetzte Wiederholungswahl kein Wahlvorschlag eingereicht wurde, fiel die Wahl wieder dem Rat zu. Dieser bestätigte auf seiner Sitzung am 26. August 2024 mehrheitlich Dieter Debald für weitere fünf Jahre in seinem Amt.
Debalds Vorgänger Manfred Condné hatte das Amt 1984 übernommen. Da bei der Direktwahl am 26. Mai 2019 kein Wahlvorschlag eingereicht wurde, oblag die Neuwahl des Bürgermeisters dem Rat. Dieser bestätigte Condné am 14. August 2019 für weitere fünf Jahre in seinem Amt. Mit Wirkung zum 31. März 2022 legte Condné das Amt jedoch vorzeitig nieder, wodurch eine Neuwahl notwendig wurde.

## Wirtschaft und Infrastruktur
Im Westen verläuft die Bundesautobahn 1. In Ürzig ist ein Bahnhof der Moselstrecke.